# حبيبة، حبيبة
حبيبة ، حبيبة  (باليابانية : カノジョも彼女 تُنطق باليابانية : كانوجو مو كانوجو، و تُترجم حرفياً إلى : "إنها أيضاً حبيبتي") هي عبارة عن سلسلة مانغا كوميديا رومانسية يابانية من رسم وتأليف المانغاكا هيرويوكي. تم نشر المانغا في مجلة شونين الأسبوعية في 4 مارس 2020 و تم جمعها في 7 مجلدات تانكوبون حتّى يونيو 2021 و تم الإعلان عن تحويل المانغا إلي أنمي تلفيزيوني بواسطة استديو تيزوكا برودكشنز و تم الإعلان عن عرض الأنمي لأول مرة في الثالث من يوليو لعام 2021 ضمن فقرة أنميزم.

## القصة
تدور السلسلة حول ناويا موكاي الذي بدأ مؤخرًا علاقة حب مع صديقة طفولته ساكي ساكي التي اعترف لها بمشاعره وقد وافقت الأخيرة علي أن تصبح حبيبته وناجيسا ميناسي زميلته في الفصل التي قررت أن تعترف بمشاعرها له أيضاً، وبعد تردد كبير في البداية وافق ناويا أن تصبح ناجيسا أيضاً حبيبته ومن ثم قرر ناويا أن يتخذ كلا من ساكي وناجيسا أن تصبحان عشيقتيه في نفس الوقت ونظراً لظروف عمل والدي ناويا التي تجبرهما على العيش في مدينة أخرى فيعيش ناويا بمفرده في المنزل فتقرر كل من ساكي وناجيسا أن تنتقلا للعيش مع ناويا وفكيف ستدور القصة بين الثلاثي ساكي وناجيسا وناويا لمواجهة الصعوبات والتحديات في الحفاظ على علاقة مثلث الحب
ناويا موكاي (باليابانية : 向井 直也 يُنطق باليابانية  : موكاي ناويا)
أداء صوتي: جونيا إينوكي (الأنمي)
يعد ناويا هو صديق طفولة ساكي. ظل يعترف لساكي بمشاعره نحوها كل شهر حتّى قبلت مشاعره نحوها وقررت أن تصبح حبيبته، لكنه وافق أيضًا على أتخاذ ناجيسا زميلته في الفصل كخليلته حيث وجدها لطيفة.
ساكي ساكي (باليابانية : 佐木 咲 يُنطق باليابانية : ساكي ساكي)
أداء صوتي: أيانا تاكيتاتسو (البي في), أياني ساكورا (الانمي)
ساكي هي صديقة طفولة ناويا وحبيبته الأولى. تشترك في الاسم الأول والأخير حيث اعتقد والداها أن هذا الاسم سيكون لطيفًا. لديها عقدة حول صدرها الصغير، خاصة عند مقارنتها بصدر ناجيسا .
ناجيسا ميناسي (باليابانية : 水瀬 渚 يُنطق باليابانية : ميناسي ناجيسا)
أداء صوتي: أياني ساكورا  (البي في), أزومي واكي (الانمي)
ناجيسا هي زميلة لناويا في الفصل، التي أصبحت صديقته الثانية بعد اعترافها له. لقد وقعت في حب ناويا لأنه هو الذي ألهمها لتطوير المهارات التي كانت تجيدها.
ريكا هوشيزاكي (باليابانية : 星崎 理香 تُتطق باليابانية : هوشيزاكي ليكا)
أداء صوتي: أيانا تاكيتاتسو  (الأنمي)
ريكا هي زميل ناويا في المدرسة . و تعمل كمُدّوِنة فيديو مشهورة سراً تحت أسم ميليكا (باليابانية : ミリカ تُنطق باليابانية : ميريكا) الاسم المستعار الخاص بها على الإنترنت . تنوي أن تصبح صديقة ناويا الثالثة، وفتصل إلي حد مطاردته وهو وصديقاته، وكذلك تقوم بالتخييم خارج منزله لجذب انتباهه.
شينو كيريو (باليابانية : 桐生 紫乃 تٌنطق باليابانية : كيليو شينو )
أداء صوتي: ريي تاكاهاشي (الأنمي)
شينو هي صديقة وزميلة ساكي المفضلة . تكتشف ترتيب ناويا الرومانسي مع ساكي وناجيسا وهي لا توافق عليه. و تم الكشف لاحقًا أن لديها مشاعر تجاه ناويا أيضًا.

ريسا هوشيزاكي (باليابانية : 星崎 理沙 تُنطق باليابانية : هوشيزاكي ليسا)
ريسا هي شقيقة ريكا الصغرى.

## الوسائط

### المانجا
من رسم وتأليف المانغاكا هيرويوكي. تم نشر المانغا في مجلة شونين الأسبوعية في 4 مارس 2020 و تم جمعها في 6 مجلدات تانكوبون حتّى 17 يونيو 2021. تم إصدار إعلان ترويجي للمسلسل ، بطولة أيانا تاكيتاتسو وأياني ساكورا ، في 23 أكتوبر 2020.
في فبراير 2021 ، أعلنت شركة كودينشا الولايات المتحدة عن إصدار المانغا بنسقها الرقمي باللغة الإنجليزية للسلسلة في أمريكا الشمالية وتم إصدار المجلد الأول في 6 أبريل 2021.

#### قائمة فصول المانغا
| م. | تاريخ الإصدار اليابانية | ردمك اليابانية         |
| -- | ----------------------- | ---------------------- |
| 01 | 17 يونيو 2020           | ISBN 978-4-0651-9743-1 |
| 02 | 17 سبتمبر 2020          | ISBN 978-4-0652-0747-5 |
| 03 | 17 نوفمبر 2020          | ISBN 978-4-0652-1409-1 |
| 04 | 15 يناير 2021           | ISBN 978-4-06-521960-7 |
| 05 | 16 ابريل 2021           | ISBN 978-4-06-522885-2 |
| 06 | 17 يونيو 2021           | ISBN 978-4-06-523588-1 |
| 07 | 17 اغسطس 2021           | ISBN 978-4-06-524478-4 |
| 08 | 15 أكتوبر 2021          | ISBN 978-4-06-525143-0 |

### الأنمي
في شهر نوفمبر من عام 2020 ، أُعلن في العدد الحادي والخمسون من مجلة شونين الاسبوعية أنه سيتم تحويل المانغا لسلسلة أنمي تلفازية  حيث تم الأتفاق مع أستديو تيزوكا بروداكشنز العريق في مجال الأنمي ليقوم بعمل السلسلة، وتم الأتفاق مع ساتوشي كوُّبارا Satoshi Kuwabara للعمل علي أخراج العمل وكيِّتشيرو أوتشي Keiichirō Ōchi لكتابة القصة والسيناريو، واكيكو تويودا Akiko Toyoda للعمل علي رسم الشخصيات وتصميمها . بينما يقوم الثنائي ميكي ساكوراي وتاتسوهيكو سايكي بتأليف موسيقى المسلسل. و تم عرضه لأول مرة في 3 يوليو 2021 ضمن كتلة برمجة أمنيزم على MBS و TBS و BS-TBS وكذلك AT-X . و قامت فرقة  نوكراي توكي Necry Talkie بأداء الشارة الافتتاحية للمسلسل "Fuzaketenai ze" (باليابانية : ふざけてないぜ و التي تعني بالعربية : أنا لا أمزحُ معكَ)  ، بينما أدت مومو أساكورا شارة نهاية المسلسل "Pinky Hook" (باليابانية : ピンキーフック و تنطق باليابانية : بينكي فوكّو، و التي تعني بالعربية : الخُطًّاف الوردي)  . رخصت كرانشي رول  المسلسل ليبث خارج آسيا.  بينما قامت شركة موسي كوميونيكيشن بتريخص  السلسلة و ذلك لتبث في منطقة  جنوب وجنوب شرق آسيا بشكل حصري .

#### قائمة الحلقات
| رقم الحلقة | عنوان الحلقة بالعربية           | عنوان الحلقة باليابانية    | تاريخ عرض الحلقة علي التلفاز لأول مرة |
| --- | ------------------------------- | -------------------------- | ------------------------------------- |
| 1 - | حتّي لو لم يكن ذلك الطريق الصحيح | それが正しい道じゃなくても | 3 يوليو 2021                          |
| يبدأ نوايا موكاي مؤخراًَ في الأعتراف بحبه لصديقة طفولته ساكي ساكي الذي ظل يعترف لها بمشاعره نحوها كل شهر حتّى قبلت مشاعره نحوها وقررت أن تصبح حبيبته، و في الوقت عينه أعترفت له ناجيسا ميناسي بحبها له و ظل متردداً للحظات لكنه وافق أيضًا على أتخاذ ناجيسا زميلته في الفصل كخليلته حيث وجدها لطيفة للغاية علي الرغم من حبه لساكي قرر أن يواعدها هي و ساكي فعمل ناويا علي محاولة أقناع ساكي بأنه يريد مواعدتها هي و ناجيسا في الوقت عينه في البداية فُتنت ساكي بناجيسا و أرادت أن تصبح صديقتها علي الفور لكن بعد سماعها لطلب ناويا أصيبت بحالة من الغضب و بعد أن تهدأ ثورة غضبها تقتنع بما قاله ناويا و بعد تفكير توافق علي ذلك يقترح ناويا عليهما أن تنتقلا للعيش معه في منزله لانه يعيش بمفرده في المنزل و في الليلة الأولي لهم معاً أٌعجبت ساكي بشدة بمهارات ناجيسا في الطهو و التنظيف و القيام بالأعمال المنزلية و بدأت تشعر بالغيرة من ناجيسا التي تتفوق عليه في حجم الصدر حيث طلبت ناجيسا أن تقوم ساكي بالنوم مع ناويا أولاً لكن ساكي تقول بأنها لم تقم بأي علاقة حميمية مع ناويا بعد فيقول لهم ناويا أنه يريد أن يقوم بعمل علاقة جنسية ثلاثية تغضب ساكي من سماع ذلك و تثور علي ناويا لكن ناجيسا توافق علي اقتراح ناويا من يثير غيرة ساكي فتوافق علي ذلك لكنها علي الرغم من موفقتها لازالت تري أن ناويا منحرف لأقتراحه القيام بشيء مشين كهذا في النهاية يقرر ناويا عدم قيامه بأي علاقة جنسية حتّى تستقر الأوضاع بينهم و يشعرون بالراحة أكثر لكنه يتفاجأ عندما تشعر ساكي بخيبة أمل ، رغم أنها تنفي ذلك بعنف. |                                 |                            |                                       |
| 2 - | كيف تشعر ناجيسا ؟               | 渚の気持ち                 | 10 يوليو 2021                         |
| يقترح ناويا أن ينام الثلاثة معاً في نفس الغرفة فيقوم بتحضير ثلاث فوتونات فتشعر ناجيسا بعدم الراحة في النوم فتطلب من ناويا أن تنام معه في نفس الفوتون لأنها تريد أن تتحدث معه لكن ساكي تظن بأنهم يقومون بعمل علاقة جنسية معاً لذا تنتقل هي الأخرى للنوم مع ناويا في نفس الفوتون لتصبح قريبة منه هي الأخرى تستيقظ ناجيسا مبكراً فتفكر في نفسها بأنها حتّى تلك اللحظة لا تعرف شيء عن ساكي فتقوم بفتح هاتف الأخيرة و تقوم بالتلصص علي ما تقوم بنشره أو البحث عنه علي الانترنت فتجد ان الأخيرة مهوسة بالجنس و تقوم بفتح أحد حسابتها علي مواقع التواصل لتري ما تنشره و تجد أنها تحب الحيوانات الأليفة يستيقظ ناويا ليري هاتف ساكي في يدي ناجيسا التي حاولت إيجاد أي طريقة لتبرر بها ما تفعله لكن ساكي أستيقظت لتجد هاتفها في يدي ناجيسا لتصاب بالذعر لكن ناويا قام تحمل اللوم و التأنيب عن ناجيسا لاحقاً تكشف ناجيسا بأنها تغيبت عن الكثير من الحصص لتقوم بتهيئة نفسها للأعتراف بمشاعرها تجاه ناويا لكن ناويا قرر أنه سيقوم بتدريس ناجيسا حتّى أخر اليوم و سرعان ما يتضح ان ناجيسا تعاني من مشاكل في دراسة الرياضيات فتذهب للحمام و تقوم بمحاولة للغش عن طريق هاتفها لكنها تقوم بحل المعادلة الرياضية بشكل خاطئ علي اي حال في المدرسة ، تصر ساكي على أنه لا يجب لأحد معرفة أي تفصيلة بشأن علاقتهم مها كانت صغيرة ، ولكن عندما يرى ناويا أن ناجيسا ليس لديها أي أصدقاء ، فإنه يحاول الكشف عن كل شيء فتقوم بضربه كي تحاول أسكاته لكنه يقف و يحاول الكشف عن علاقته بناجيسا ، فقط لكي تمنعه ساكي. تقول له بأنها قلقة من أن الناس سيعتقدون أن ناويا لم يعد يهتم بها. ومع ذلك ، عندما يوافق ناويا على أنه يجب عليهم التفاعل في المنزل فقط ، تتأثر ساكي بالعرض وبدلاً من ذلك تقرر أنه يمكنهم التفاعل معاً في الخفاء حيث لا يمكن للآخرين رؤيتهم. |                                 |                            |                                       |
| 3 - | مكان لثلاثة                     | 三人の場所                 | 17 يوليو 2021                         |
| يقرر ثلاثتهم أن يتناولون الطعام معاً في البداية يحاولون أن يتناولون الطعام معاً علي سطح المدرسة لكنهم يرون أن السطح مكتظ بالطلاب لذلك يفكرون في إيجاد أي مكان هادئ لذلك تقترح عليهم ناجيسا أن يذهبون إلي الحمام ليأكلون الطعام هناك لكن ساكي رفضت هذا الاقتراح فيقررون في النهاية الذهاب لغرفة التخزين الخاصة بالصالة الرياضة كي تناولون الطعام هناك فيقفزون من النافذة ليدخلون إلي قاعة التخزين لكي يتناولون الطعام معاً بمرور الوقت تدرك ساكي بأنها لا تفعل شيء من أجل سعادة ناويا علي عكس ناجيسا التي تقوم بكل الأعمال المنزلية من طهو و تنظيف فتري بأن مكانتها في قلب ناويا بدأت بالاختلال لذلك تفكر في أن تقوم بمنافسة ناجيسا في الطهو فتقوم بطهي الكاري فبعد أن وضعت القدر علي النار قامت بنسيانه فيحترق الكاري و عندما قدمته لهم قالا بأن الكاري المحترق لذيذاً فظنت أنهم يسخران منها لذا قامت بمحاولة يائسة لإثارة إعجاب ناويا ، فتتسلل ساكي إلى غرفة ناويا لمحاولة ممارسة الجنس ، لكنه يرفضها. ثم تنزعج ، معتقدة أنه يفضل ثديّ ناجيسا الأكبر حجمًا وتعود إلى منزل والديها ، الذي يقع في الجوار فقط. ناجيسا تشعر بالذنب للاستمتاع بتواجدها مع ناويا بمفردهما . يحاول ناويا بعدة طرق مختلفة للاعتذار لساكي ويستنفد نفسه طوال ثلاثة أيام بلا نوم ، لكن ساكي ترفضه في كل مرة يحاول الإعتذار فيها لها . لا تزال ناجيسا تشعر بالذنب ، وفتقرر مساعدة ناويا وتقوم بإمساك يده و تضعها علي صدرها حيث يمكن لساكي أن تراها ، مما يجعل الأخيرة تصاب بغيرة مما يجعلها تقفز من غرفتها إلي سطح منزل ناويا بشكل غاضب ، حيث تصر ناجيسا أن علي ساكي التحدث مع ناويا ليصحح لها سوء التفاهم . |                                 |                            |                                       |
| 4- | خليلة و خليلة                   | 彼女と彼女                 | 24 يوليو 2021                         |
| تعترف ساكي بأنها تشعر بأنها أقل شأناً من ناجيسا ويضايقها أن ناويا يفعل كل شيء دون أن يطلب أي شيء في المقابل. والمثير للدهشة أن ناجيسا تقول أن ناويا يفعل الكثير من أجلهم. يدرك أن ناويا أنه عليه تحمله كل المسؤولية ، و أنه كان في الواقع شخصاً أنانيًا. مع عودة ساكي إلى المنزل ، يسقط ناويا بسبب الإرهاق فهو لم ينم لمدة ثلاثة أيام. تتناقش كل من ساكي وناغيسا كيف سيصبحان متساويين تمامًا ويجدان شيئاً يحبانه و هو الألعاب. تري ناجيسا أنها مريعة في الألعاب وتشعر ساكي براحة لأنها وجدت شيئًا تتفوق فيه علي ناجيسا وبالتالي تتطود علاقة الصداقة بينهن. أثناء مشاهدة لاعبة أخرى تدعى ميليكا وهي تبث فيديوهات للعابها عبر الإنترنت ، يرى ناويا الزي المدرسي في الصورة المصغرة الخاصة بها ويدرك أن ميليكا طالبة في مدرسته . أثناء الغداء غرفة التخزين الخاصة بالصالة الرياضة كما يحصل كل يوم ، تنسى ساكي إغلاق النافذة و نتيجة ذلك تسللت فتاة الأخرى و هي ريكا هوشيزاكي. يصاب ناويا بالذعر فينزلق لسانه و يعترف بكل شيء عن طريق الخطأ ، وقررت ريكا أن تستفيد من الوضع حتّى تمسك لسانها و لا تقوم بالكشف عن سرهم لكن ناويا فكر في أن يعطيها مبلغ مالي وقدره 200 ألف ين ليضمن سكوتها لكن ريكا رفضت ذلك و قالت بأنها تجني أموالاً طائلة كل شهر فظن ناويا أنها تبيع جسمها من أجل المال ، حتّى تتعرف ناجيسا علي هوية ريكا فهي المُدّوِنة الشهيرة المعروفة باسم ميليكا ، مما تسبب في الذعر للأخيرة أيضا. نظرًا لأن كل شخص لديه الآن أسرار لا يريد الكشف عنها ، فقد وافقوا جميعًا على التزام الصمت. بعد أن أدركت ريكا أنهم أشخاص محترمون في الواقع على الرغم من علاقتهم الغريبة و غير العادية ، قررت ريكا أنها تريد الانضمام إليهم بصفتها حبيبة ناويا الثالثة.                                                                                 |                                 |                            |                                       |
| 5- | خليلة ثالثة ؟!                  | 三人目 ؟!                  | 31 يوليو 2021                         |
| تقرر ريكا في أنها تصبح حبيبة ناويا لكن استنتجت كل من ساكي و ناجيسا بأن ريكا تريد الحصول علي حبيب كي يحميها من المعجبين المجانين الذين قد يقومون بملاحقتها و لكن قام ناويا برفض طلب مواعدتها لأن دوافعها أنانية فهي تري نفسها أفضل من ناجيسا و ساكي . ريكا لم تُرفض أبدًا أن تخلع قميصها حيث قالت له بأن صدرها من المقاس جي . لكن ناويا يُصر علي أن يرفضها . حيث أن حجم صدرها أكبر من حجم صدر ناجيسا ، بعد أن رفضها ناويا تنصدم ريكا للمرة الثانية و تبدأ في مطاردة ناويا بعد أن تعرض عليه أنت تعيش معه مقابل أن تتكفل بكل مصاريف المعيشة لكن ناويا يرفضها للمرة الثالثة مما يسبب لها صدمة كبيرة لكن ريكا لم تستسلم بسهولة في اليوم التالي ، تتبعهم ريكا في المنزل وتبدأ في نصب خيمة في فناء منزل ناويا لتعيش هناك و تقوم بتحمل حياة التخييم الصعبة من أجل أن تبقي بالقرب من ناويا ، فبدأت في تصوير مقاطع فيديو و هي تمارس تمارين صعبة بشخصيتها ميليكا لتدفئ جسمها ولكسب المال الكافي لشراء الأشياء اللازمة للعيش في الهواء الطلق. بعد كل هذ العناء أدركت ريكا أن ممارسة التمرين جعلها رائحتها كريهة فتضطر إلى الارتجال في الاستحمام و هي مرتدية البكيني. تدرك الفتيات أن ريكا لن تغادر حتّي اشعار آخر . فبدأ ناويا في التفكير بشكل أنه عليه أيجاد حل لتلك المشكلة أثناء أخذه لحمام و في الوقت عينه اتفقت كل من ساكي و ناجيسا علي الدخول إلي الحمام معه لتقمن بإغرائه في الحمام و ليضعن حداً وضع ريكا فمن وجهة نظر ساكي لو رائها هي و ناجيسا بالبيكيني فلن يهتم لعبث ريكا معه . في النهاية ، يجعلهم ناويا يشعرون بتحسن من خلال وعدهم بقضاء المزيد من الوقت معهم و وقت أقل في القلق و التفكير بشأن ريكا. |                                 |                            |                                       |
| 6- | هي تسوندري                      | ツンがデレ                 | 7 أغسطس 2021                          |
| نوايا صمم علي أن ريكا يجب أن تغادر لكنها رفضت و ذلك لأنه يشعر بالقلق من أن قد تضعف إرادته فيسقط في حبها فيقرر التبرع بخيمتها و أشيائها إلي الجمعيات الخيرية في البداية حاولت ناجيسا منعه لكن اقنعها و بالفعل أتصل ناويا بالرجال لحمل أشياء لنقلها و في أثناء ذلك عمل ناويا علي تأخير ريكا لكنها عرفت بأنها يقوم بتأخيرها لتكسب ساكي و ناجيسا الوقت الكافي لنقل حاجات ريكا إلي الجمعية فحاول ناويا أبعادها عن المكان لكن ريكا صرخت في وسط الشارع قائلة بأنه يحاول التعدي عليها والتحرش بها لكن ناويا لم يضع في عقله أي اهتمام لهذا الموقف حاولت ريكا المقاومة لتهرب منه لكنه أمسك بها و قالت له بأنه مدين لها بمليون ين وافق ناويا علي أن يعمل من أجل أن يسدد لها الدين و ذلك من أجل أن يجعل كل من ناجيسا وساكي سعيدتان . و فجأة يظهر والد ريكا ويعلم كل ما تفعله ريكا، بما في ذلك مقاطع الفيديو الخاصة بها، لذا يأخذ هاتفها لإغلاق حسابها بشكل دائم. ومع ذلك ، يقوم ناويا بمنعه لأنه يعرف أن ريكا فنانة و كم من العمل و المجهود الذي بذلته و الوقت الذي قضته في تطوير شخصيتها ميليكا . جعل دفاع ناويا عن ريكا يحول مشاعر اعجاب ريكا إلى مشاعر الحب الفعلي. و بعد نقاش مع والدها توافق على العودة إلى منزلها للتفكير، ولكن فقط إذا كان والدها سيسمح لها للحفاظ على حساب ميليكا . ساكي وناجيسا تصبان بالاكتئاب بسبب معرفتهما بالمتاعبالتي قد تسبب ريكا بها الآن لانها تحب ناويا فعلاً . |                                 |                            |                                       |
| 7- | تحدي الخليلات                   | 彼女たちのチャレンジ       | 14 أغسطس 2021                         |
| والدة ساكي، التي لا تعرف عن شيء عن علاقة ناجيسا بناويا ، قلقة من أن ساكي وناويا لا يمارسان الجنس. تدرك ساكي بسبب شخصية ناويا المنزعجة بسهولة وتصميمه على معاملة صديقاته بإنصاف ، قد لا يمارس الجنس مع أي منهما. فترتدي زي فتاة الأرنب لتحاول إغواءه، لكنه يصر على قاعدة عدم قيامهم بعمل علاقة جنسية ثلاثية وعندما يقوم بلمس ثدييّها، تصاب ساكي بالذعر وتلكمه، ولكنها تصبح سعيدة لأنها أثارته. ناغيسا تشعر بأن هناك أمر كبير حصل دون أن تعلم عندما وجدت زي فتاة الأرنب في سلة الغسيل وتواجه ناويا. ناويا يصر على أن شيئا لم يحدث حتّى ناجيسا قررت أنها عليها القيام بالشيء نفسه فتقوم بارتداء زي خادمة مثير. وأثارت ناويا ولكن لا يزال يتمسك بالقاعدة. في تلك الليلة، تدعو ناجيسا ناويا بطريق الخطأ "سيدي" أمام ساكي، التي تقرر لحسن الحظ أنها أخطأت في فهمها. في المدرسة، تحاول ريكا التحدث إلى ناويا. الاعتقاد خطأ أنها غاضبة من رفضه لها، وقال له انه يسمح لها بأن تقوم بتصويره و نشر فيديوهات له و هي تذله على الانترنت. في محاولة خرقاء منه للاعتذار و لكن تمسك ناويا برغبته في الإعتذار لريكا جعلها تريد الاعتراف بحبها، لذا فهي بدلا من ذلك تشكره على إنقاذ حسابها الخاص ميليكا. وتعترف لنفسها في وقت لاحق أنها تحب ناويا، وهو ما سمعته ساكي. |                                 |                            |                                       |
| 8- | من الواضح أنها واقعة في الحب    | どう見ても好き             | 21 أغسطس 2021                         |
| تقدمت ريكا و تحدثت مع ناويا أمام الفصل حول مشاعرها لكنه رفضها ، مما أصاب ساكي بالغيرة لاحظ ناويا أن ساكي متضايقة تستدرج ناجيسا ريكا إلى السطح بالصورة التي استمرت في إثبات أن ميليكا طالبة في هذه المدرسة ، مما سمح لساكي وناويا بالهروب. في وقت لاحق ، تعترف ناجيسا بأنها تشعر بالغيرة من أن ساكي و ناويا يجب أن يكونا قريبين طوال اليوم. تقدم ساكي أن تتركهم بمفردهم حتى يتمكنوا من احتضانهم ، لكن ناويا تصر على أنها ستبقى تراقب. تتفاجأ ساكي من أن مشاهدتها تجعلها متحمسة وتتساءل عما إذا كان لديها صنم جنسي ، لذلك تعاقب ناويا. تواصل ريكا التحدث مع ناويا ، الذي يبدأ في الشك في أن ريكا قد يكون معجبًا به. الفتيات ، سعيد Naoya كثيف جدًا ، يقنعونه أن ريكا ربما يكون في حالة حرارة وبعد أي رجل متاح. ناويا مقتنعة خطأ أن هذا يحدث لجميع النساء ويقدم نفسه إلى ساكي وناغيسا إذا واجهتا نفس المشكلة. تعتذر Naoya لـ Rika عن اعتقادها أنها كانت معجبة به ، مما أحرجها في الفصل ، لذلك جذبه بعيدًا لإجراء محادثة خاصة. |                                 |                            |                                       |

## روابط خارجية
- الموقع الرسمي
 (باليابانية)
- الموقع الرسمي
 (باليابانية)
- صديقة ، صديقة على تويتر (باليابانية)
- حبيبة، حبيبة (مانغا) في شبكة أخبار الأنمي